# Gia Nghĩa (thành phố Đài Loan)
Gia Nghĩa (嘉義市, bính âm Hán ngữ: Jiāyì Shì; bính âm thông dụng: Jiayì Shìh; Wade-Giles: chia-yi shih; tiếng Đài Loan: Ka-gī chhī); các kiểu phiên âm latinh khác: Chiayi hoặc Jiayi hoặc Ka-gi) là một thành phố trực thuộc tỉnh Đài Loan của Đài Loan. Thành phố nằm ở phía Bắc của đồng bằng Gia Nam, phía Tây Nam của đảo Đài Loan. Chí tuyến Bắc chạy qua thành phố này. Thành phố có chiều Bắc-Nam chừng 10,5 km, chiều Đông-Tây chừng 1,5 km. Bao quanh thành phố là huyện Gia Nghĩa, tuy nhiên về mặt hành chính thì thành phố Gia Nghĩa ngang cấp và không trực thuộc huyện Gia Nghĩa mà trực thuộc tỉnh.
Dưới thành phố có hai khu: Đông Khu và Tây Khu. Tòa thị chính thành phố đóng ở Đông Khu. Thành phố Gia Nghĩa rộng 60.0256 km² (thành phố lớn thứ 24 trong 25 thành phố của Đài Loan) và có 270.143 dân (đông thứ 21 trong 25 thành phố).
Có một trường đại học (Đại học quốc lập Gia Nghĩa 国立嘉義大学) và hai trường kĩ thuật (Học viện kĩ thuật Đại Đồng 大同技術学院 và Học viện kĩ thuật Ngô Phương 呉鳳技術学院) đóng ở đây.